# Batman: The Dark Knight Returns, Part 1
Batman: The Dark Knight Returns - Part 1 è un film d'animazione del 2012 basato sulla prima parte della miniserie Batman: Il ritorno del Cavaliere Oscuro di Frank Miller. Il resto della storia verrà raccontato nel sequel Batman: The Dark Knight Returns, Part 2

## Trama
Bruce Wayne, ormai anziano, torna a vestire i panni di Batman dopo dieci anni dal suo ritiro per proteggere Gotham City dalla banda di criminali noti come "Mutanti".
Molte cose sono cambiate da quando Bruce ha appeso il mantello: il capo della polizia James Gordon, che ha scoperto la sua identità e col quale intrattiene una relazione d'amicizia, è ormai prossimo alla pensione; dopo una serie di interventi di chirurgia plastica Harvey Dent, l'ex procuratore distrettuale divenuto il criminale Due Facce, è riuscito, secondo i medici, a ritrovare la sua stabilità mentale; il Joker, infine, si trova in stato catatonico all'Arkham Home, una clinica nata per sostituire il vecchio manicomio criminale.
Nonostante il parere del dottor Wolper, Due Facce, una volta libero, prende possesso di un aereo con l'intento di far esplodere un edificio ma viene fermato da Batman, che scopre che Dent si ritiene ormai completamente deforme e che entrambi saranno per sempre perseguitati dai propri demoni. Il Cavaliere Oscuro comincia quindi a cercare il capo dei Mutanti, che dopo aver sconfitto con enorme fatica riesce infine a far arrestare.
Il sindaco di Gotham si incontra quindi in carcere con il capo dei Mutanti per proporgli una tregua ma viene ucciso da quest'ultimo. Gordon, seguendo gli ordini di Batman, lo libera per permettere a Wayne di sconfiggerlo davanti ai suoi uomini: dopo una dura lotta il Cavaliere oscuro ha la meglio, anche grazie all'aiuto del nuovo Robin (una ragazza di nome Carrie Kelley) e i Mutanti cominciano a farsi chiamare "Figli di Batman", abbandonando le vesti di criminali per quelle di grezzi vigilanti.
Nell'ultima scena Joker, ascoltando il messaggio dei "Figli di Batman" alla televisione, si risveglia dalla sua condizione sfoderando il suo proverbiale sorriso più sinistro e inquietante.

## Distribuzione
Il film è stato distribuito in DVD e Blu-ray Disc il 25 settembre 2012.

## Promozione
Il trailer esteso è stato diffuso da MTV il 31 luglio 2012.